# 骨架坦克
骨架坦克（英語：Skeleton tank）是一款由美國先鋒拖拉機公司於1918年製造的試驗型坦克。雖然這款坦克存在一些缺陷，但這款坦克依靠其新穎的設計一度博得美軍的青睞。但因一戰的結束，這款坦克最終未能投入量產，僅有的一輛原型車現陳列於阿伯丁試驗場。

## 歷史
美國在參與一戰後，所擁有的Mk.VIII重型坦克與雷諾FT-17坦克都存在缺陷。前者雖然裝甲厚實、越障能力優異，但機動力卻不足。後者雖然機動力好、靈活性高，但越障能力又不夠優秀。鑑於此，美軍決定自主研發一款越障能力好且小巧靈活的坦克。
因此，由先鋒拖拉機公司所生產的骨架坦克應運而生。這款坦克的側視圖呈菱形，一個管狀的戰鬥室懸掛在履帶支架之間。兩個履帶框架之間由鋼管和鉛管連接。因除了履帶和支架外所有的部件都離地至少一米，這款坦克對地壓強小，涉水能力優秀，美軍就曾在密西西比河上測試過這款坦克的涉水能力。
1918年10月，就在這款坦克的機體問題得到解決，即將交付陸軍測評時，一戰結束了。美國軍方很快對這款坦克失去興趣，並取消了量產計劃。

## 性能
骨架坦克重達9噸（僅僅是Mk.IV、Mk.V的三分之一），由兩名乘員操作。側視圖呈菱形，一個管狀的戰鬥室懸在履帶支架之間。戰鬥室的裝甲厚達12.7毫米（0.5英寸）。按設計，戰鬥室上應安裝一門37毫米火炮，但實際在樣車上安裝的是一挺0.30口徑機槍。這款坦克由兩臺50匹的海狸式4缸發動機驅動，最大速度可達8公里/時（5英里/時）。因為除了履帶和支架外所有的部件都離地至少一米，這款坦克對地壓強較小、涉水能力優秀。
這款坦克採用鋼管做為支架。對此，設計師的解釋是：（這樣的設計）不僅易於拼裝和運輸，而且難以被敵軍的槍彈或炮彈擊中。即使少量的鋼管被折斷，坦克仍然可以正常作戰。更換的難度也不高。也正因為坦克採用鋼管做為支架，無論從哪個方向，都可以透過坦克的支架看到後面的物體。這使得敵人從遠處能看到的僅僅是一些管子和鋼板，而難以發現這是一輛坦克。

## 外部連結
- 美國陸軍多媒體資料庫 （页面存档备份，存于）